# Microhyla nilphamariensis
Espèce
Microhyla nilphamariensis est une espèce d'amphibiens de la famille des Microhylidae.

## Répartition
Cette espèce est endémique du district de Nilphamari dans la division de Rangpur au Bangladesh. Elle se rencontre à Koya Golahut dans le sous-district de Saidpur.

## Description
Le mâle holotype mesure 17,36 mm et la femelle paratype 17,84 mm.

## Étymologie
Son nom d'espèce, composé de nilphamari et du suffixe latin -ensis, « qui vit dans, qui habite », lui a été donné en référence au lieu de sa découverte, le district de Nilphamari.

## Publication originale
- Howlader, Nair, Goplan & Merilä, 2015 : A new species of Microhyla (Anura: Microhylidae) from Nilphamari, Bangladesh. Public Library of Science (PLOS One), vol. 10, no 3, p. e0119825, 1–18 (texte intégral).